# Connie and Carla
Connie and Carla er en amerikansk komediefilm fra 2004, der er instrueret af Michael Lembeck og medvirkende er Nia Vardalos, Toni Collette og David Duchovny. 

## Handling
Filmen handler om de to kvinder, Connie og Carla, der siden barndommen, har optrådt med såkaldt "musik-teater" sammen og at deres karriere nu er begyndt at nå sin slutning. Damerne er nu endt som underholdning i en lufthavnsventerum, hvor de optræder gratis. En aften, overværer de et sammenstød mellem deres chef og en mafia, hvor deres chef bliver skudt. Connie og Carla bliver opdaget og flygter til Los Angeles, hvor de håber de er i sikkerhed. 
I L.A. får de arbejde på en skønhedssalon, men bliver fyret efter at de har sminket en dame i stedet for at gøre deres egentlige arbejde. Om aftenen efter en hård dag, ender Connie og Carla på en bøsseklub, der hedder The Handlebar, hvor underholdningen består af drag-shows. Der er audition for nye indslag og da de beslutter sig for at prøve at stille op for sjov. Connie og Carla overrasker nu publikummet, da de i modsætning til andre, selv synger deres sange, og de bliver tilbudt fast arbejde med løn i klubben. De takker ja, og bliver hurtigt et stort hit, der trækker flere og flere til den tidligere ukendte klub. 
Hjemme i deres lejlighed må damerne spille mænd, der er klædt som kvinder hele tiden, og det hele bliver for meget for Connie, da hun forelsker sig i Jeff, der viser sig at være den homoseksuelle Roberts (en af Connie og Carlas venner fra klubben) hetero bror. Robert og Jeff har ikke snakket sammen siden Robert var ung, da han blev smidt ud af sine forældre, men Jeff er opsat på at få et ordentlig forhold til ham igen, fordi han snart skal giftes. En dag er Connie (forklædt som mand) og Jeff ude og feste sammen, og Connie er så forelsket at hun ikke kan lade være med at kysse Jeff, der bliver dybt forarget, da han tror at hun er mand. 
Som Connie og Carla bliver mere og mere kendte i omegenen bliver medierne også mere opmærksomme på dem. Dette fører til at de en dag bliver overrasket af et videokamera, der sender billeder rundt til hele landet. Hjemme i Winnipeg ser Connies eks- (Mickey) og Carlas kæreste (Al) tv, og de kommer på deres arbejde til at snakke lidt for højt om Connie og Carla, og det viser sig at den tidligere nævnte mafia er Mickey og Als chef, der nu sender de to bøvede fyre ud efter dem. 
I L.A. går det så forrygende at det lykkedes Connie og Carla at få overtalt deres chef, Stan, til at udvide The Handlebar til et restaurantteater, hvor kunderne kan spise og se underholdning samtidig. Connie og Carla har også udvidet deres show med 3-4 andre drags, og alle glæder sig til den store åbningsaften.   
Dagen før åbningsaftenen når kæresterne frem og de advarer damerne om at mafiaen er på vej. Connie og Carla holder hovedet koldt og beslutter sig for at blive til åbningsaftenen. Men under selveste åbningsaftenen tropper mafiaen op og sammenstødet mellem kvinderne og mafiaen udvikler sig til et voldsomt slagsmål, der for de begejstrede tilskuerer ligner skuespil.  
Mafiaen bliver nedlagt og anholdt og Connie og Carla beslutter sig for at afslører at de faktisk er kvinder og ikke rigtige drags. Dette ender umiddelbart lykkeligt, indtil Jeff pludselig ankommer og undskylder for sin tidligere forlovedes vegne, der var grunden til at Jeff ikke kunne klare at skulle bruge så meget tid på Robert. Eftersom at Connie nu er en kvinde igen, ender Connie og Jeff med at kysse hinanden oppe på scenen foran hele restauranten.

### Musisk interteksttualitet og andet i filmen
- Oklahoma! – Connie og Carla optræder med "Oklahoma!" i lufthavnen og med "I Cain't Say No" til deres audition i The Handlebar.
- Jesus Christ Superstar – Connie og Carla optræder med "Superstar" i lufthavnen og med  "Everything's Alright" til deres audition i The Handlebar.
- Yentl – Connie og Carla optræder med "Papa, Can You Hear Me?" i lufthavnen.
- Cats – Connie og Carla optræder med "Memory" i lufthavnen.
- The Rocky Horror Show – Peaches 'n' Creme optræder "Time Warp" på The Handlebar
- Cabaret – Connie og Carla optræder med "Maybe This Time" til deres audition i The Handlebar
- Evita – Connie og Carla optræder med "Don't Cry for Me, Argentina" til deres audition i The Handlebar.
- Mame – Små klip under filmen, ser man figuren Tibor, der ser adskillige optrædner fra Mame.
- South Pacific – "I'm Gonna Wash that Man Right Outa My Hair," er en del af Connie og Carlas show What a Drag (Pun Intended!) i The Handlebar. De synger også "There Is Nothing Like a Dame" i slutningen af filmen, sammen med resten af castet.
- Funny Girl – Connie and Carla sing "Don't Rain on My Parade," part of their performance in What a Drag (Pun Intended!) at The Handlebar.
- 'Thoroughly Modern Millie, The Producers, Say Goodnight, Gracie, Never Gonna Dance, Gypsy, Chicago, Mamma Mia!, Long Days Journey into Night, Master Harold...and the Boys, Avenue Q, Man of La Mancha, og Hairspray – Reklamer for disse show er vist i filmen.
- Gypsy, Rent og Hairspray – Disse film bliver nævnt af Tibor, selvom der ikke synges nogen sange fra filmene. Teaterproduktionerne fra Rent, Hairspray og Mamma Mia! blev filmmusicals efter denne film blev lavet.
- Gypsy – Connie og Carla og co. optræder med "Let Me Entertain You".
- Hair – Connie siger, at fyrene i "Good Morning, Starshine" skulle komme omme fra bagsiden af huset.
- The Music Man – Debbie Reynolds siger at de hellere skulle være kommet omme fra bagsiden af huset i "Seventy-Six Trombones."
- Grease – Debbie Reynolds og Connie og Carla og co. synger "There Are Worse Things I Could Do."
- A Chorus Line – Connie og Carla synger "What I Did for Love."
- Guys and Dolls – Connie nævner "the Guys and Dolls tribute."

Filmen kan som helhed blive sammenlignet med Victor/Victoria, der handler om en kvinde, der skal forestille at være en mand, der er forklædt som kvinde. Dette er også ens med Some Like it Hot, hvor to mænd overværer en forbrydelse og må skjule sig fra mafiaen, ved at forklæde sig som kvinder.

## Cast
- Nia Vardalos som Connie
- Toni Collette som Carla
- David Duchovny som Jeff
- Stephen Spinella som Robert / Peaches
- Alec Mapa som Lee / N'Cream
- Christopher Logan som Brian / Patty Melt
- Robert Kaiser som Paul
- Ian Gomez som Stanley
- Boris McGiver som Tibor

## Trivia
- Dette er ikke David Duchovnys første rolle i en verdenen af drag queens. Han havde en tilbagevendende rolle i drag-DEA-agenten i tv-serien Twin Peaks.

- Boris McGiver, der spiller Tibor, bliver sendt på jagt efter Connie og Carla i en del restuarantteatre og ser altid ud til at se noget af Mame; McGiver er søn af John McGiver, der spiller Mr. Babcock i filmversionen af "Mame".

- Stan (Ian Gomez), der er ejer af The Handlebar, er i virkeligheden gift med Nia Vardalos.

- Da Connie og Carla for første gang er til audition i The Handlebar, bliver der sagt at de kommer fra Winnipeg. Nia Vardalos er fra Winnipeg, Manitoba.

## Box office
Filmen fik en meget dårlig box office, da studioet valgte at droppe næsten al reklamen for den. Med et budget på $27 mio, indtjente filmen kun $8.086 mio. i landet, og indtjente $11.3 mio. verdenen over. Den indtjente i åbningsugen $3.255 mio..

## Eksterne links
- Officielle side
- Connie and Carla på Internet Movie Database (engelsk)
- Connie and Carla på Filmdatabasen
- Connie and Carla på Scope
- Connie and Carla i Svensk Filmdatabas (svensk)
- Connie and Carla på AlloCiné (fransk)
- Connie and Carla på MovieMeter (nederlandsk)
- Connie and Carla på AllMovie (engelsk)
- Connie and Carla hos American Film Institute (engelsk)
- Connie and Carlas profil hos Encyclopædia Britannica Online (engelsk)
- Connie and Carla på Turner Classic Movies (engelsk)